# George Moran (Musiker)
George Moran (* 1954 oder 1955  in Cleveland, Ohio; † 18. Februar 2002) war ein US-amerikanischer Jazzposaunist (Bassposaune).

## Leben und Wirken
Moran begann in der fünften Klasse zunächst Trompete zu spielen, bevor er auf der Junior High School zur Posaune wechselte. Er studierte Musik an der Capital University in Columbus (Ohio), anschließend an der North Texas State University, an der erste Aufnahmen mit der North Texas State University 1:00 O'Clock Lab Band  machte und schließlich das Angebot erhielt, in der Buddy Rich Big Band zu spielen. Er gehörte danach der Dave Chesky Band an; von 1978 bis 1980 dem Thad Jones/Mel Lewis Orchestra. 1979 zog Moran nach New York City, wo er als Studiomusiker und als Theatermusiker am Broadway arbeitete. In dieser Zeit wirkte er außerdem bei Aufnahmen von Rich Szabo, Bob Mintzer, Terumasa Hino, Ed Palermo, Vince Mendoza und Bob Belden mit. 1992 trat er mit Buddy Richs Band auf dem Cancun Jazz Festival und mit dem Bob Belden Ensemble auf dem Mt. Fuji Jazz Festival in Japan auf. Im Bereich des Jazz war er zwischen 1977 und 1994 an 26 Aufnahmesessions beteiligt.